# Lisa Stokke
Lisa Stokke es una cantante y actriz noruega. Apareció en el musical Mamma Mia!, y más tarde apareció en Guys and Dolls y en la serie de televisión del Reino Unido Jonathan Creek.

## Biografía
Su padre, Øivind Stokke, que se suicidó en 2004,  era noruego (de Nordmøre) y era quiropráctico, y su madre, Judith Rae (n. en 1949 en Arkansas), que es estadounidense, es artista y escritora. Tiene una hermana mayor, Monica Stokke.
Hasta que sus padres se divorciaron, las hermanas Stokke crecieron en Tromsdalen.
Stokke es de Tromsø, y se encontraba en la primera clase de la escuela de Paul McCartney en Liverpool, en 1998. Sólo cuatro meses después de terminar sus exámenes finales, la ficharon para el papel principal como "Sophie" en la producción del West End de la marca nuevo musical ABBA Mamma Mia!. Permaneció como parte del elenco de sólo un año después de haber estado en el escenario alrededor de 400 veces. Formó parte de los musicales Guys and Dolls, Chess y Hard Times.
Tras el éxito de Mamma Mia! y otra etapa muestra Stokke ha hecho apareció en varios papeles como invitado en la televisión británica y Noruega, espectáculos musicales y películas, además de los papeles principales en el escenario en Noruega. Apareció en un episodio de la serie detective británico Jonathan Creek, interpretando a Jodee Tressky en el episodio "Chimenea de Satanás". 
En 2010, apareció en su propia serie documental, titulada Lisa Goes to Hollywood, retratando su búsqueda de un papel en Hollywood. La serie se emitió en la NRK.
En el doblaje en lengua noruega de Frozen de Disney, es la voz de la Reina de Arendelle, Elsa.
Actualmente reside en Battersea, Londres, con su familia. Su madre también se ha mudado a Londres.
El 9 de febrero de 2020, Lisa y otras nueve mujeres se unieron a Idina Menzel y Aurora en el escenario durante la 92.ª edición de los Premios de la Academia, donde juntas interpretaron "Into the Unknown" en nueve idiomas diferentes: Maria Lucia Heiberg Rosenberg en danés, Willemijn Verkaik en alemán, Takako Matsu en japonés, Gisela en Español de España, Lisa Stokke en noruego, Kasia Łaska en polaco, Anna Buturlina en ruso, Carmen Sarahí en Español de América y Gam Wichayanee en tailandés.

## Música
Su actuación en Mamma Mia! se incluye en las grabaciones del reparto original de 1999. También contribuyó a la banda sonora de película Fish. 
Lanzó su primer álbum en solitario, Un pedazo de Lisa en 2006. 
Es la voz de Elsa (Elsa hablada y cantada en el doblaje noruego de Frozen y Frozen II) y cantó la versión noruega de "Let It Go" y de "Into the Unknown".

## Otros trabajos
Stokke ha aparecido en comerciales para apuestas de fútbol de Noruega y publicidad de la cerveza Ottakringer . 
En el verano de 2005 Stokke acogió el concierto de Nelson Mandela, en apoyo a la causa del VIH y el SIDA de Sudáfrica, en su ciudad natal de Tromsø.

## Cine
| Año  | Título                       | Rol  | Nota            |
| ---- | ---------------------------- | ---- | --------------- |
| 2013 | Frozen                       | Elsa | Doblaje noruego |
| 2015 | Frozen Fever                 | Elsa | Doblaje noruego |
| 2017 | Frozen: Una Aventura de Olaf | Elsa | Doblaje noruego |
| 2018 | Ralph Rompe Internet         | Elsa | Doblaje noruego |
| 2019 | Frozen 2                     | Elsa | Doblaje noruego |

## Premios
- Ciudana del año de Tromsø (1999).